# Tornado Alley

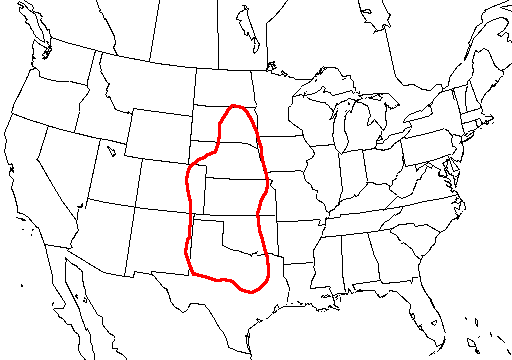
Cuore della Tornado Alley.

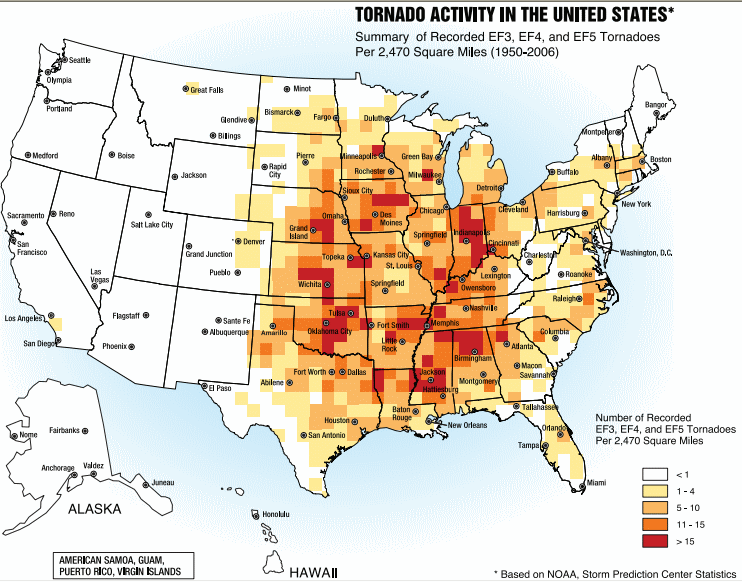
Attività dei tornado negli Stati Uniti. Il colore più intenso delimita la regione conosciuta come Tornado Alley.

La Tornado Alley è un termine comune per designare una regione centrale degli Stati Uniti d'America, che si estende su diversi Stati, o parti di essi, ed è caratterizzata dall'alta frequenza della formazione di tornado.

## Localizzazione
Comprende le pianure dei fiumi Mississippi e Ohio, e la valle del basso corso del fiume Missouri, così come la parte sud-orientale degli Stati Uniti. Sebbene nessuna regione degli Stati Uniti sia completamente immune al fenomeno dei tornado, essi si presentano con maggiore frequenza nella regione delle Grandi Pianure, tra le Montagne Rocciose e gli Appalachi.
Gli Stati di Oklahoma, Kansas, Arkansas, Missouri e Iowa sono interamente compresi nella Tornado Alley. A questi si aggiunge il nord-est del Texas, il Colorado orientale, il nord della Louisiana, il centro e il sud di Minnesota e Sud Dakota, il nord-ovest del Mississippi, centro e il sud dell'Illinois, l'Indiana sudoccidentale, sud-est e sud-ovest del Nebraska, piccole aree dell'estremo ovest di Tennessee e Kentucky e alcune regioni del Wisconsin ed anche la zona occidentale della Florida.

## Definizione
Il National Weather Service, un'agenzia della NOAA, non utilizza alcuna definizione di Tornado Alley, quindi non vi è alcuna connessione ufficiale. Secondo il National Severe Storms Laboratory, l'origine e la diffusione della parola sarebbe da imputarsi ai media, e senza l'utilizzo di alcuna base scientifica per la designazione di una vasta area con confini mal definiti, ma in cui sono frequenti fenomeni meteorologici di questo tipo.